# Colocleora rufilimes
Colocleora rufilimes là một loài bướm đêm trong họ Geometridae.